# Vires-Akka Chasma
Il Vires-Akka Chasma è una struttura geologica della superficie di Venere.